# 波利尼 (上阿尔卑斯省)
波利尼（法語：Poligny，法語發音：[pɔliɲi] ⓘ）是法国上阿尔卑斯省的一个市镇，位于该省西部，属于加普区。该市镇的总面积为13.81平方公里，2009年时的人口为296人。

## 人口
波利尼人口变化图示
| 数据来源：INSEE |